# Двадцать пять злотых (1817—1819)
Двадцать пять злотых 1817—1819 годов — золотые монеты номиналом 25 злотых, выпускаемые Российской империей с 1817 по 1819 годы для обращения в Царстве Польском в соответствии с царским указом Александра I от 1 декабря 1815 года. Были изъяты из обращения 1 мая 1847 года.

## Описание
Монета отчеканена из золота 916 пробы на диске диаметром 18,9 миллиметра и весом 4,91 грамма, гурт шнуровидный с наклоном влево, буртик отсутствует. Согласно золотомонетной системе двадцать пять злотых Александра I основаны на кёльнской марке. Все монеты были выпущены Варшавским монетным двором общим тиражом в 237 009 штук:
- 1817 год — 96 164 штуки[6][7];
- 1818 год — 54 627 штук[8][9];
- 1819 год — 86 218 штук[10][11].

По принятой в Польше и некоторых других странах десятибалльной шкале оценки степени редкости в зависимости от количества известных монет, двадцать пять польских злотых 1817—1819 годов имеют степень редкости R2.

### Аверс
На аверсе изображён профиль Александра I, обращённый вправо, окружённый надписью ALEXANDER I CESARZ SA. W. ROS. KRÓL POLSKI (с пол. — «Александр I Император, самодержец Всероссийский, король Польский»).

### Реверс
На реверсе изображён средний герб Царства Польского, то есть двуглавый орёл, увенчанный тремя коронами и держащий в правой лапе меч и скипетр, в левой — державу, на груди орла геральдический щит с гербом Польского королевства под королевской короной и пологом. Под левой и правой лапами орла буквы «I» и «B» — инициалы минцмейстера Варшавского монетного двора Якоба Беника. Под инициалами год выпуска (разделённый, то есть 18 и 17, например, а не 1817). Справа от орла вдоль края надпись 52 Z GRZ. CZ. KOL (с пол. — «52 штуки из чистой кельнской марки»), слева номинал 25 ZŁOT POLSKI. (с пол. — «25 польских злотых»).